# ラグンフリズ (デンマーク王)
ラグンフリズ（Reginfrid、生年不詳 - 814年）は、9世紀のデンマーク王（在位：812年 - 813年）。
ラグンフリズは、ヘミングが死去した812年から、813年に先王ゴズフレズの息子によって王位を奪われるまでの間、彼の兄弟とともにデンマークの王位についていた。彼はおそらくカール大帝の家臣でデンマークのリーダーであるハルフダン（Halfdan）の息子で、アヌロ（Anulo、812年没）、ヘミング（Hemming、837年没）、ハーラル・クラーク（852年没）の兄弟である。
812年の先王ヘミングの死後、ラグンフリズとハーラルがデンマーク王位につき、兄弟であるヘミングをフランク王国から呼び戻した。813年、ゴズフレズの息子らが王国に攻め入り、ラグンフリズら3兄弟を追い出した。フランク王国年代記によると、ラグンフリズは王国を取り戻そうとしたが、814年に殺害されたという。